# ماهي (ماهرو)
ماهي (بالفارسية: ماهی) هي قرية تقع في إيران في قسم ماهرو الریفي. يقدر عدد سكانها بـ 93 نسمة بحسب إحصاء 2016.